# نقص شخصیت
نقص شخصیت (انگلیسی: Character flaw) در خلق و نقد آثار داستانی، سوگیری، محدودیت، نقص، مشکل، اختلال شخصیت، رذیلت، فوبیا، تعصب یا نقصی است که در شخصیتی وجود دارد که در غیر این صورت ممکن است شخصیت بسیار کارآمدی باشد. این نقص می‌تواند مشکلی باشد که به‌طور مستقیم بر اعمال و توانایی‌های شخصیت تأثیر می‌گذارد، مانند خلق و خوی خشن. از طرف دیگر، می‌تواند یک نقص ساده یا نقص شخصیتی باشد که بر انگیزه‌ها و تعاملات اجتماعی شخصیت تأثیر می‌گذارد.